# Zivko Edge 540

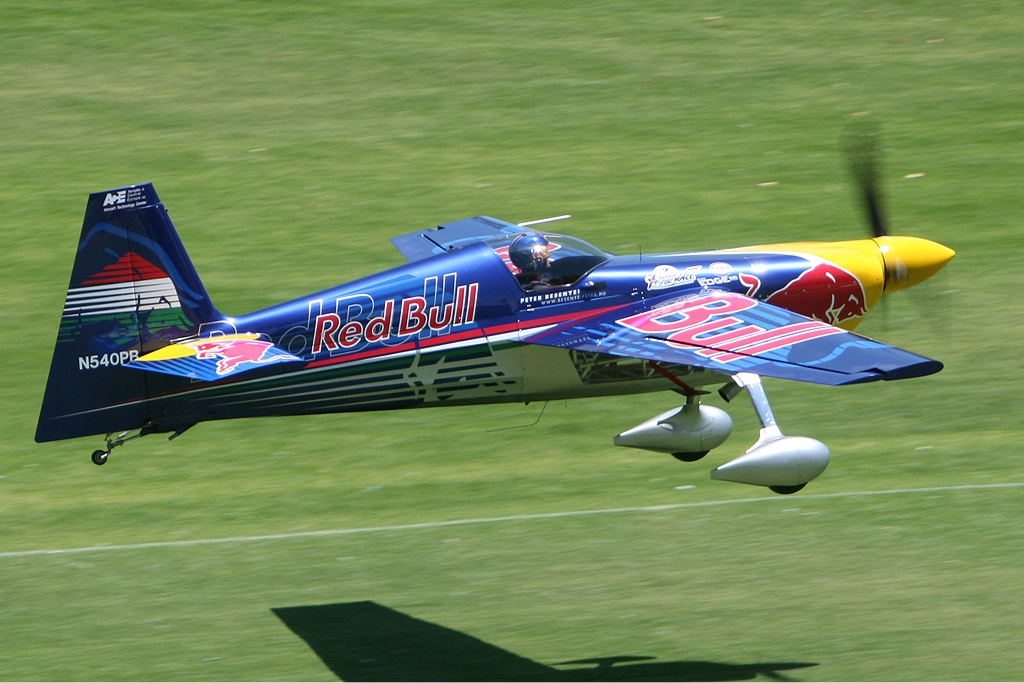
Péter Besenyei in einer Edge 540 im Langley Park, Perth

Die Zivko Edge 540 ist ein Kunstflugzeug des US-amerikanischen Flugzeugherstellers Zivko Aeronautics (Guthrie, Oklahoma).

## Nutzung
Viele Piloten gewannen seit Mitte der 1990er Jahre Kunstflugwettbewerbe in der Offenen Klasse auf diesem Flugzeugtyp, das im Vergleich zur Extra 300 100 kg leichter gebaut ist. Eine Variante des Modells ist die doppelsitzige Edge 540T.
Die zweite Überarbeitung Edge 540 V3 mit strömungsgünstigerem Rumpf, Motorhaube und flacherem Kabinendach ist für höhere Lastvielfache ausgelegt. Die Tragfläche wurde mit größeren Winglets versehen, Auspuff, Räder und Radverkleidung modifiziert und die Fahrwerksbeine gekürzt.
Die Edge 540 ist das meistbenutzte Flugzeug bei der Red Bull Air Race Weltmeisterschaft.

## Technische Daten
| Kenngröße             | Daten                                  |
| --------------------- | -------------------------------------- |
| Besatzung             | 1 / 2 (doppelsitzige Version 540T)     |
| Länge                 | 6,31 m                                 |
| Spannweite            | 7,45 m                                 |
| Höhe                  | 2,8 m                                  |
| Flügelfläche          | 9,87 m²                                |
| Flügelstreckung       | 5,6                                    |
| Leermasse             | 530 kg                                 |
| max. Startmasse       | 817 kg                                 |
| Reisegeschwindigkeit  | 333 km/h (180 kn)                      |
| Höchstgeschwindigkeit | 426 km/h (230 kn)                      |
| max. Lastvielfaches   | +/−10g                                 |
| Rollrate              | 420°/s                                 |
| Steigrate auf 457 m   | 1189 m/min                             |
| Dienstgipfelhöhe      |                                        |
| Reichweite            |                                        |
| Triebwerke            | ein Lycoming AEIO-540; 250 kW (340 PS) |